# Communauté de communes de la Vallée du Louron
La communauté de communes de la Vallée du Louron est une ancienne communauté de communes française, située dans le département des Hautes-Pyrénées et la région Occitanie. Elle est dissoute au 31 décembre 2016 et intégrée dans la communauté de communes Aure Louron.

## Communes adhérentes
| Nom                          | Code Insee | Gentilé        | Superficie (km2) | Population (dernière pop. légale) | Densité (hab./km2) |
| ---------------------------- | ---------- | -------------- | ---------------- | --------------------------------- | ------------------ |
| Bordères-Louron (siège)      | 65099      | Borderais      | 17,41            | 176 (2014)                        | 10                 |
| Adervielle-Pouchergues       | 65003      | Aderguois      | 9,14             | 124 (2014)                        | 14                 |
| Armenteule                   | 65027      | Armenteulois   | 0,71             | 55 (2013)                         | 77                 |
| Avajan                       | 65050      | Avajanois      | 3,29             | 66 (2014)                         | 20                 |
| Bareilles                    | 65064      | Bareillois     | 20,84            | 55 (2014)                         | 2,6                |
| Cazaux-Debat                 | 65140      | Cabatois       | 1,48             | 26 (2014)                         | 18                 |
| Cazaux-Fréchet-Anéran-Camors | 65141      | Cazausiens     | 12,35            | 52 (2014)                         | 4,2                |
| Estarvielle                  | 65171      | Estarviellois  | 0,82             | 27 (2014)                         | 33                 |
| Génos                        | 65195      | Génosais       | 23,63            | 157 (2014)                        | 6,6                |
| Germ                         | 65199      | Germois        | 12,55            | 41 (2014)                         | 3,3                |
| Loudenvielle                 | 65282      | Loudenviellois | 43,36            | 278 (2014)                        | 6,4                |
| Loudervielle                 | 65283      | Louderviellois | 5,39             | 58 (2014)                         | 11                 |
| Mont                         | 65317      | Montois        | 8,41             | 47 (2014)                         | 5,6                |
| Ris                          | 65379      | Rissois        | 1,89             | 16 (2014)                         | 8,5                |
| Vielle-Louron                | 65466      | Viellois       | 2,89             | 85 (2014)                         | 29                 |

## Démographie
| 2009  | 2012 |
| ----- | ---- |
| 1 280 | -    |

## Liste des Présidents successifs
| Période                                  | Période | Identité      | Étiquette | Qualité |
| ---------------------------------------- | ------- | ------------- | --------- | ------- |
| 2014                                     | 2016    | Michel Pélieu |           |         |
| Les données manquantes sont à compléter. |         |               |           |         |

## Historique
La communauté de communes de la vallée du Louron bénéficie du titre de la communauté de communes (EPCI) la plus endettée de France avec une dette s'élevant à 7 770 € par habitant en 2014.